# Castel Gandegg
Castel Gandegg (anche italianizzato Castel Ganda; in tedesco Schloss Gandegg) è un castello medievale che si trova nella frazione di San Michele (St. Michael) del comune di Appiano in Alto Adige.

## Storia
Il castello sorse nel 1410 quando un preesistente maso, il Maierhof, fu fortificato nell'ambito degli scontri tra Federico Tascavuota e Enrico di Rottenburg.
Nel 1434 fu dei signori di Annenberg, che però non lo usarono come dimora ma lo affittarono a contadini. In seguito il maniero passò ai Fuchs von Fuchsberg, finché nel 1510 Jakob Fuchs von Fuchsberg non lo vendette a Caspar Pernstich. Alla sua morte, 27 anni dopo, il castello fu venduto ai signori Khuen von Belasi, che da allora ne sono i proprietari.
Nel 1550 Blasius Khuen von Belasi ristrutturò profondamente il castello dandogli l'aspetto attuale.
Nel 1698 vi fu aggiunta la cappella "Maria della Neve" (Maria Schnee) in forme barocche.

## Descrizione
Il castello ha una struttura quadrata a tre piani con quattro torri circolari agli angoli. Nel lato a sud è inglobata l'antica torre originale del castello.
All'interno varie sale hanno soffitti a cassettoni, porte intarsiate e stufe del XVI e XVII secolo.
La cappella racchiude stucchi e affreschi barocchi.
Il castello è privato e quindi normalmente non è visitabile. A volte vi si organizzano però eventi pubblici come concerti.